# Зидешт
Зиде́шт (перс. زیدشت‎) — село на севере Ирана, в остане Альборз. Входит в состав шахрестана Талекан. Является частью дехестана (сельского округа) Миан-Талекан бахша Меркези.

## География
Село находится в северо-западной части Альборза, в горной местности южного Эльбурса, к югу от водохранилища Талекан, на расстоянии приблизительно 36 километров к северо-западу от Кереджа, административного центра провинции. Абсолютная высота — 1788 метров над уровнем моря.

## Население
По данным переписи 2006 года население села составляло 733 человека (374 мужчины и 359 женщин). В Зидеште насчитывалась 321 семья. Уровень грамотности населения составлял 88,4 %. Уровень грамотности среди мужчин составлял 91,18 %, среди женщин — 85,52 %.